# Stheno
Trong thần thoại Hy Lạp, Stheno (/ˈsθiːnoʊ/ hoặc /ˈsθɛnoʊ/; Hy Lạp: Σθενώ, nghĩa đen: "mạnh mẽ"), là con cả của Gorgons, nữ quái vật độc ác với tay bằng đồng thau, răng nanh sắc nhọn và "tóc" làm từ rắn độc còn sống.

## Thần thoại
Là con gái của Phorcys và Ceto, Stheno được sinh ra trong các hang động bên dưới đỉnh Olympus. Cô và em gái Euryale đều bất tử, và em thứ ba, Medusa, là phàm nhân.
Trong số ba Gorgons, cô được biết đến là người độc lập và hung dữ nhất, đã giết nhiều người đàn ông hơn cả hai em mình cộng lại. Trong thần thoại Hy Lạp, cô bị biến thành Gorgon vì đứng cùng em gái Medusa, người bị thần biển Poseidon cưỡng hiếp trong Đền thờ Athena. Athena, không có cảm xúc và không tìm thấy lỗi ở Poseidon, đã tức giận với Medusa, cho rằng cô đã phạt luật cấm. Như một hình phạt, Medusa bị biến thành một con quái vật khủng khiếp, cùng với hai chị em Stheno và Euryale. 
Stheno có xu hướng được mô tả như một con quái vật gorgon gầy gò với những con rắn đỏ cuộn quanh đầu thay vì tóc. Tuy nhiên, các tác phẩm trước đó mô tả cô ấy có một cái đầu có vảy, ngà của lợn lòi, bàn tay có lông, lưỡi nhô ra, đôi mắt sáng và một con rắn quanh eo như một chiếc thắt lưng.
Khi Gorgon Medusa bị Perseus chặt đầu, Stheno và Euryale đã cố giết Perseus, nhưng thất bại do anh ta sử dụng mũ của Hades, và trở nên vô hình.